# Society for the Protection of Ancient Buildings
The Society for the Protection of Ancient Buildings (SPAB) – organizacja charytatywna założona w 1877 przez Williama Morrisa w celu przeciwstawienia się, jak uważał, destrukcyjnej „odbudowie” średniowiecznych budynków przez wiktoriańskich architektów w Anglii. Powstanie stowarzyszenia zapoczątkowało ruch na rzecz konserwacji budynków i powstawanie kolejnych podobnych organizacji na terenie Wielkiej Brytanii.

## Filozofia
SPAB opowiada się za „konserwatywną naprawą”: zachowaniem jak najwięcej detali oryginalnej budowli, odnowieniem budynku w podobnym stylu, stosowaniem podobnych materiałów i tradycyjnych metod rzemieślniczych. Idea „konserwatywnej naprawy”, przypisywana Morrisowi, ukształtowała podejście do remontów zabytkowych budynków nie tylko w Anglii, ale i w innych krajach. Dla Morrisa i SPAB najwyższą wartość ma materiał budynku wraz z jego kształtem, ponieważ to one wywołują określone wrażenie i są źródłem inspiracji dla przyszłości. W ścisłym sensie architektonicznym, słowo restoration („restauracja”) oznacza prace nad przywróceniem budynku do perfekcyjnego stanu. W XIX w. w Anglii odbudowano w ten sposób ponad 6000 kościołów, niszcząc ich fragmenty dobudowane później, a dodając hipotetyczne brakujące fragmenty w celu uzyskania czystości stylu. Z tego powodu architekt i wczesny członek SPAB John Ruskin uważał takie postępowanie za „kłamstwo od początku do końca”, a William Morris za „fałszerstwo”. Z powodu protestu przeciwko takim praktykom Morris nazywał stowarzyszenie Anti-Scrape. Morris uważał ówczesne metody odbudowy za „fałszerstwo”, ponieważ przekształcały budynki w stan z wyidealizowanej dalekiej przeszłości, usuwając detale dodane w trakcie późniejszego rozwoju budynków. Dla Morrisa całkowity wygląd budynku stanowił dokumentację przeszłości. Zamiast sztucznego postarzania budynków Morris proponował ich naprawę, tak, aby ich cała historia była chroniona jako dziedzictwo kulturowe.

## Działalność
W 2013 filozofia SPAB nadal bazuje na pierwotnym manifeście Morrisa z 1877. Członkowie zapisujący się do organizacji muszą podpisać deklarację, że zgadzają się z treścią manifestu. W lutym 2013 stowarzyszenie liczyło prawie 9000 członków, wśród których są zarówno profesjonaliści w dziedzinie ochrony zabytków, jak i mieszkańcy zabytkowych domów z różnych okresów historycznych, a także pasjonaci ochrony zabytków. Organizacja udziela konsultacji, prowadzi szkolenia, organizuje kampanie, prowadzi badania i publikuje ich wyniki. SPAB musi być powiadamiane o wszystkich aplikacjach w Anglii i Walii o zburzenie części lub całości budynków znajdujących się na liście zabytków.
Stowarzyszenie ma też oddział w Szkocji, oraz oddział Mills Section poświęcony wiatrakom i młynom wodnym, co czyni je jedyną brytyjską organizacją zajmującą się ochroną tych budowli.

## Nagrody
Stowarzyszenie przyznaje następujące nagrody:
- Esher Award (od 1965) – przyznawana osobom, które z pobudek altruistycznych pomogły w propagowaniu idei remontu zabytkowych budynków i prac stowarzyszenia. Nie jest przyznawana corocznie. Nagroda upamiętnia Viscounta Eshera, przewodniczącego (chairman) SPAB w latach 1932–1960[11].
- John Betjeman Award (od 1990[12]) – za remont kościoła, kaplicy czy innego obiektu kultu w ciągu ostatnich 18 miesięcy. Nagrodę przyznaje się za najbardziej staranne prace restauracyjne mogące służyć za wzór dla innych. W 2012 nagrodę otrzymał kościół All Saints w Necton w hrabstwie Norfolk[13].
- Philip Webb Award (od 1993[12]) – dla studenta architektury, będącego na etapie II według kryteriów Royal Institute of British Architects, za projekt rewitalizacji starych budynków, zawierający elementy nowatorskie, ale respektujący elementy zabytkowe. Nagroda przyznawana jest corocznie. Pierwsza nagroda to 1000 funtów, druga – 500 funtów, a trzecia – 100 funtów[14].

## Faith in Maintenance
W 2006 stowarzyszenie rozpoczęło program bezpłatnych szkoleń w dziedzinie konserwacji obiektów sakralnych pod hasłem Faith in Maintenance, wspierany przez English Heritage, organ doradczy rządu brytyjskiego w sprawie budynków historycznych.
Budżet programu wynosił 863 900 funtów i został ufundowany przez Heritage Lottery Fund (71%) oraz English Heritage (16%), a resztę funduszy przekazały Dulverton Trust, Pilgrim Trust i inne organizacje. W ciągu 5 lat (maj 2007 – luty 2012) blisko 5000 wolontariuszy wzięło udział w 150 warsztatach w Anglii i Walii. Dalszych 1600 osób uczestniczyło w innych imprezach związanych z projektem, w tym 12 warsztatach dla młodzieży, które zgromadziły 230 uczestników. Uczestnicy warsztatów otrzymali także bezpłatne informatory Faith in Maintenance Handbook (the Good Maintenance Guide) i kalendarze robót remontowych. Nakręcono też 60-minutowy film z praktycznymi poradami dotyczącymi drobnych codziennych napraw remontowych, omawiający typowe problemy techniczne, i rozprowadzono wśród wolontariuszy 25 000 kopii filmu na płytach DVD, oraz utworzono darmową linię telefoniczną z poradami technicznymi.
Następstwem programu szkoleń było powstanie projektu Maintenance Co-operative Movement.

## National Maintenance Week
Od 2001 stowarzyszenie organizuje corocznie w listopadzie tydzień drobnych napraw National Maintenance Week, obejmujący drobne naprawy wszystkich budynków, nie tylko zabytkowych. W 2012 były to dni 23–30 listopada. Akcja ma na celu zachęcenie właścicieli budynków oraz osób opiekujących się budynkami np. kościelnymi czy publicznymi, do podjęcia drobnych remontów przed zimą, które zabezpieczą budynek i zapobiegną większym kosztom remontów w przyszłości. Organizacja przywołuje hasło założyciela Williama Morrisa z 1877: “Put protection in place of restoration. Stave off decay by daily care.″ („Zabezpieczaj zamiast odbudowywać. Zapobiegnij rozpadowi dzięki codziennej trosce.”), podaje też na stronie internetowej m.in. 10 wskazówek dla lokatorów w zakresie zarządzania energią budynku. Na ostatni dzień tygodnia przypada National Gutters Day (Narodowy Dzień Rynien), podczas którego właściciele mają oczyścić rynny z liści i dokonać potrzebnych napraw przed nadejściem zimy. W Wielkiej Brytanii istnieje wiele ubezpieczycieli, które mogą obejmować wymienione budynki.